# Euro Hockey Challenge 2016
Die Euro Hockey Challenge 2016 war die sechste Austragung des von der Internationalen Eishockey-Föderation IIHF organisierten gleichnamigen Wettbewerbs. Der Wettbewerb begann am 6. April 2016 und endete am 30. April 2016. Die Spiele der Euro Hockey Challenge dienten für die Nationalmannschaften als Vorbereitung auf die Weltmeisterschaft in Russland im Jahr 2016.

## Teilnehmer
Teilnahmeberechtigt waren die besten zwölf europäischen Mannschaften der IIHF-Weltrangliste, die an der Weltmeisterschaft in Russland teilnehmen.
Für die Austragung 2016 waren dies:  Russland,  Schweden,  Finnland,  Tschechien,  Schweiz,  Slowakei,  Belarus,  Lettland,  Norwegen,  Frankreich,  Deutschland,  Dänemark

## Modus
Gespielt wurde im Drei-Punkte-System, das heißt für einen Sieg bekam die jeweilige Mannschaft drei Punkte, bei einem Overtime-Sieg zwei Punkte, bei einer Niederlage nach Verlängerung einen Punkt.
Während des Turniers spielte jede Mannschaft acht Spiele. Zwischen zwei Mannschaften wurden in der Regel jeweils zwei Spiele innerhalb von zwei oder drei Tagen in einem Land gespielt. Alle Spiele wurden in eine Tabelle aufgenommen.

## Turnierverlauf

### 1. Spieltag
| 6. April 2016 18:00 Uhr | Tschechien | 7:2 (0:0, 3:1, 4:1) Spielbericht | Deutschland | Zlatopramen Arena, Ústí nad Labem Zuschauer: 3.012 |

| 8. April 2015 18:00 Uhr | Tschechien | 2:1 (0:0, 1:1, 1:0) Spielbericht | Deutschland | Zlatopramen Arena, Ústí nad Labem Zuschauer: 4.124 |

| 7. April 2016 17:30 Uhr | Finnland | 3:2 (1:0, 0:0, 2:2) Spielbericht | Slowakei | Porin jäähalli, Pori Zuschauer: 3.828 |

| 8. April 2016 17:30 Uhr | Finnland | 6:1 (1:0, 2:0, 3:1) Spielbericht | Slowakei | HK-areena, Turku Zuschauer: 4.183 |

| 7. April 2016 19:00 Uhr | Schweden | 3:5 (0:1, 2:2, 1:2) Spielbericht | Schweiz | Be-Ge Hockey Center, Oskarshamn Zuschauer: 3.440 |

| 8. April 2016 19:00 Uhr | Schweden | 5:1 (1:0, 2:1, 2:0) Spielbericht | Schweiz | Lindab Arena, Ängelholm Zuschauer: 4.023 |

| 7. April 2016 19:30 Uhr | Dänemark | 4:6 (2:3, 2:1, 0:2) Spielbericht | Lettland | Gigantium, Aalborg Zuschauer: 1.889 |

| 9. April 2016 15:00 Uhr | Dänemark | 3:4 (1:1, 2:1, 0:2) Spielbericht | Lettland | Odense Isstadion, Odense Zuschauer: 1.317 |

| 8. April 2016 18:00 Uhr | Belarus | 2:1 n. P. (0:0, 0:1, 1:0, 0:0, 1:0) Spielbericht | Frankreich | Eissportpalast Hrodna, Hrodna Zuschauer: 2.370 |

| 9. April 2016 15:30 Uhr | Belarus | 8:1 (1:1, 2:0, 5:0) Spielbericht | Frankreich | Eissportpalast Hrodna, Hrodna Zuschauer: 1.700 |

| 8. April 2016 17:30 Uhr | Russland | 2:1 n. V. (0:1, 0:0, 1:0, 1:0) Spielbericht | Norwegen | Jubileiny-Sportkomplex, Sankt Petersburg Zuschauer: 5.807 |

| 10. April 2016 15:00 Uhr | Russland | 4:1 (0:1, 3:0, 1:0) Spielbericht | Norwegen | Jubileiny-Sportkomplex, Sankt Petersburg Zuschauer: 5.876 |

### 2. Spieltag
| 13. April 2016 19:45 Uhr | Schweiz | 3:2 (1:1, 2:0, 0:1) Spielbericht | Tschechien | Litterna-Halle, Visp Zuschauer: 3.325 |

| 15. April 2016 20:15 Uhr | Schweiz | 1:2 n. V. (0:1, 0:0, 1:0, 0:1) Spielbericht | Tschechien | Tissot Arena, Biel/Bienne Zuschauer: 4.593 |

| 14. April 2016 17:00 Uhr | Slowakei | 0:6 (0:0, 0:3, 0:3) Spielbericht | Russland | Steel Aréna, Košice Zuschauer: 7.620 |

| 16. April 2016 15:30 Uhr | Slowakei | 1:2 n. P. (0:1, 0:0, 1:0, 0:0, 0:1) Spielbericht | Russland | Zimný štadión Poprad, Poprad Zuschauer: 4.640 |

| 14. April 2016 18:30 Uhr | Lettland | 1:3 (0:1, 0:2, 1:0) Spielbericht | Belarus | Arena Riga, Riga Zuschauer: 2.881 |

| 15. April 2016 18:30 Uhr | Lettland | 3:2 n. P. (1:1, 0:1, 1:0, 0:0, 1:0) Spielbericht | Belarus | Arena Riga, Riga Zuschauer: 3.657 |

| 15. April 2016 19:00 Uhr | Norwegen | 0:3 (0:1, 0:1, 0:1) Spielbericht | Finnland | Sparta Amfi, Sarpsborg Zuschauer: 1.605 |

| 17. April 2016 14:00 Uhr | Norwegen | 1:5 (0:3, 1:1, 0:1) Spielbericht | Finnland | Sparta Amfi, Sarpsborg Zuschauer: 1.539 |

| 15. April 2016 20:00 Uhr | Frankreich | 2:5 (1:0, 0:2, 1:3) Spielbericht | Dänemark | Coliséum, Amiens Zuschauer: 3.150 |

| 17. April 2016 15:00 Uhr | Frankreich | 1:2 (0:2, 0:0, 1:0) Spielbericht | Dänemark | AccorHotels Arena, Paris Zuschauer: 7.430 |

| 16. April 2016 15:30 Uhr | Deutschland | 1:3 (0:0, 0:2, 1:1) Spielbericht | Schweden | Städtisches Eisstadion, Rosenheim Zuschauer: 4.750 |

| 17. April 2016 16:45 Uhr | Deutschland | 3:2 n. P. (0:2, 0:0, 2:0, 0:0, 1:0) Spielbericht | Schweden | Städtische Eissporthalle, Landshut Zuschauer: 3.086 |

### 3. Spieltag
| 21. April 2016 17:30 Uhr | Finnland | 2:3 (1:2, 1:1, 0:0) Spielbericht | Tschechien | Oulun Energia Areena, Oulu Zuschauer: 5.893 |

| 23. April 2016 14:00 Uhr | Finnland | 4:1 (0:0, 3:1, 1:0) Spielbericht | Tschechien | Lumon arena, Kouvola Zuschauer: 5.123 |

| 21. April 2016 19:00 Uhr | Schweden | 4:1 (1:0, 3:1, 0:0) Spielbericht | Russland | AXA Sports Center, Södertälje Zuschauer: 4.815 |

| 23. April 2016 15:30 Uhr | Schweden | 0:4 (0:1, 0:1, 0:2) Spielbericht | Russland | ABB Arena Nord, Västerås Zuschauer: 4.503 |

| 21. April 2016 19:30 Uhr | Dänemark | 0:3 (0:0, 0:1, 0:2) Spielbericht | Norwegen | Rødovre Skøjte Arena, Rødovre Kommune Zuschauer: 1.889 |

| 23. April 2016 14:30 Uhr | Dänemark | 3:4 n. P. (1:2, 2:1, 0:0, 0:0, 0:1) Spielbericht | Norwegen | SE Arena, Vojens Zuschauer: 935 |

| 22. April 2016 18:00 Uhr | Belarus | 1:2 n. V. (0:0, 1:0, 0:1, 0:1) Spielbericht | Schweiz | Sport- und Entertainmentcenter, Maladsetschna Zuschauer: 2.200 |

| 23. April 2016 16:00 Uhr | Belarus | 3:2 (0:1, 3:0, 0:1) Spielbericht | Schweiz | Minsk-Arena, Minsk Zuschauer: 5.687 |

| 22. April 2016 18:30 Uhr | Lettland | 3:4 (0:2, 1:2, 2:0) Spielbericht | Deutschland | Arena Riga, Riga Zuschauer: 4.744 |

| 23. April 2016 16:00 Uhr | Lettland | 4:1 (0:1, 2:0, 2:0) Spielbericht | Deutschland | Arena Riga, Riga Zuschauer: 4.300 |

| 22. April 2016 20:00 Uhr | Frankreich | 1:4 (0:0, 1:2, 0:2) Spielbericht | Slowakei | Palais des sports, Megève Zuschauer: 2.017 |

| 24. April 2016 15:00 Uhr | Frankreich | 3:2 n. P. (0:1, 1:0, 1:1, 0:0, 1:0) Spielbericht | Slowakei | Patinoire Polesud, Grenoble Zuschauer: 3.100 |

### 4. Spieltag
| 27. April 2016 19:20 Uhr | Tschechien | 2:7 (2:1, 0:2, 0:4) Spielbericht | Schweden | Hostan Arena, Znojmo Zuschauer: 3.642 |

| 29. April 2016 19:20 Uhr | Tschechien | 7:1 (2:0, 1:1, 4:0) Spielbericht | Schweden | Hostan Arena, Znojmo Zuschauer: 4.400 |

| 28. April 2016 17:30 Uhr | Russland | 1:3 (1:1, 0:2, 0:0) Spielbericht | Finnland | VTB-Eispalast, Moskau Zuschauer: 10.420 |

| 30. April 2016 15:00 Uhr | Russland | 2:3 (1:1, 1:2, 0:0) Spielbericht | Finnland | VTB-Eispalast, Moskau Zuschauer: 10.419 |

| 28. April 2016 18:00 Uhr | Slowakei | 4:3 n. V. (1:0, 2:0, 0:3, 1:0) Spielbericht | Dänemark | Max Aréna, Skalica Zuschauer: 3.158 |

| 30. April 2016 17:00 Uhr | Slowakei | 3:1 (3:0, 0:1, 0:0) Spielbericht | Dänemark | Slovnaft Arena, Bratislava Zuschauer: 8.247 |

| 29. April 2016 19:00 Uhr | Norwegen | 5:1 (1:0, 2:0, 2:1) Spielbericht | Frankreich | Lørenskog Ishall, Lørenskog Zuschauer: 1.671 |

| 30. April 2016 18:00 Uhr | Norwegen | 2:3 (2:1, 0:2, 0:0) Spielbericht | Frankreich | Lørenskog Ishall, Lørenskog Zuschauer: 1.471 |

| 29. April 2016 19:45 Uhr | Schweiz | 2:1 n. V. (1:0, 0:1, 0:0, 1:0) Spielbericht | Lettland | Les Vernets, Genf Zuschauer: 3.278 |

| 30. April 2016 17:45 Uhr | Schweiz | 4:3 (0:0, 1:2, 3:1) Spielbericht | Lettland | Patinoire du Littoral, Neuenburg Zuschauer: 3.520 |

| 29. April 2016 20:00 Uhr | Deutschland | 5:3 (2:0, 2:3, 1:0) Spielbericht | Belarus | König-Pilsener-Arena, Oberhausen Zuschauer: 3.650 |

| 30. April 2016 19:30 Uhr | Deutschland | 3:4 (1:2, 0:1, 2:1) Spielbericht | Belarus | König-Pilsener-Arena, Oberhausen Zuschauer: 3.490 |

### Tabelle
| Pl. |             | Sp | S | OTS | OTN | N | Tore  | Punkte |
| --- | ----------- | -- | - | --- | --- | - | ----- | ------ |
| 1.  | Finnland    | 8  | 7 | 0   | 0   | 1 | 29:11 | 21     |
| 2.  | Belarus     | 8  | 4 | 1   | 2   | 1 | 26:18 | 16     |
| 3.  | Tschechien  | 8  | 4 | 1   | 0   | 3 | 26:21 | 14     |
| 4.  | Schweiz     | 8  | 3 | 2   | 1   | 2 | 20:20 | 14     |
| 5.  | Russland    | 8  | 3 | 2   | 0   | 3 | 22:13 | 13     |
| 6.  | Schweden    | 8  | 4 | 0   | 1   | 3 | 25:24 | 13     |
| 7.  | Lettland    | 8  | 3 | 1   | 1   | 3 | 25:23 | 12     |
| 8.  | Slowakei    | 8  | 2 | 1   | 2   | 3 | 17:25 | 10     |
| 9.  | Norwegen    | 8  | 2 | 1   | 1   | 4 | 17:21 | 9      |
| 10. | Dänemark    | 8  | 2 | 0   | 2   | 4 | 21:27 | 8      |
| 11. | Deutschland | 8  | 2 | 1   | 0   | 5 | 20:28 | 8      |
| 12. | Frankreich  | 8  | 1 | 1   | 1   | 5 | 13:30 | 6      |

Abkürzungen: Pl. = Platz, Sp = Spiele, S = Siege, OTS = Siege nach Verlängerung (Overtime) oder Penaltyschießen, OTN = Niederlagen nach Verlängerung oder Penaltyschießen, N = Niederlagen